# Католицька церква в Кувейті
Като́лицька це́рква в Куве́йті — друга християнська конфесія Кувейту. Складова всесвітньої Католицької церкви, яку очолює на Землі римський папа. Керується конференцією єпископів. Станом на 2004 рік у країні нараховувалося близько 158 000 католиків (7,16% від усього населення). Існувало 1 діоцезій, які об'єднували 4 церковних парафій.  Кількість  священиків — 10 (з них представники секулярного духовенства — 2, члени чернечих організацій — 8), постійних дияконів — 1, монахів — 8, монахинь — 13.

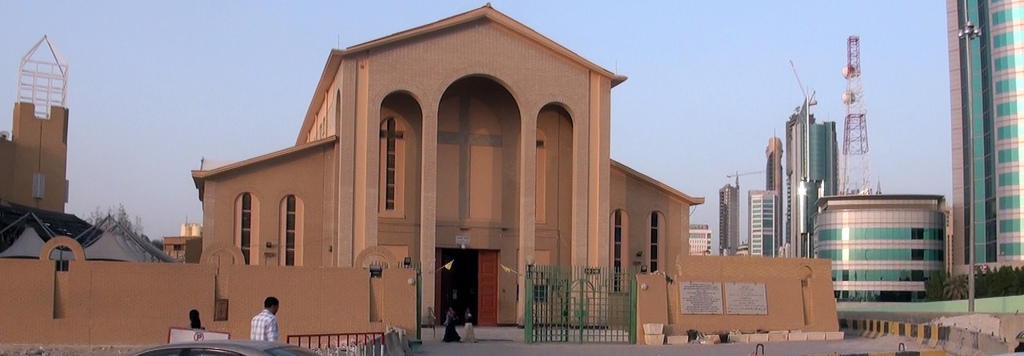
Собор Святого Сімейства у місті Ель-Кувейт